# روبيرتو لوبيز إسكيروز
روبيرتو لوبيز إسكيروز (بالإسبانية: Roberto López Esquiroz)‏ (مواليد 4 يونيو 1987 في إستيلا ليزارا - إسبانيا) لاعب كرة قدم إسباني يلعب حاليا لصالح نادي الدرجة الأولى أوساسونا الإسباني منذ 2007 في مركز الوسط المحوري .

## روابط خارجية
- روبيرتو لوبيز إسكيروز على موقع قاعدة بيانات كرة القدم.إي يو (الإنجليزية)
- روبيرتو لوبيز إسكيروز على موقع Soccerway.com (الإنجليزية)
- روبيرتو لوبيز إسكيروز على موقع AS.com (الإسبانية)